# Hutuo He
Hutuo He är ett vattendrag i Kina. Det ligger i den östra delen av landet, 190 km söder om huvudstaden Peking.